# Elperstroomgebied
Elperstroomgebied is een Natura 2000-gebied (nummer 28) in de Nederlandse provincie Drenthe.
Het stroomdal ligt in oorspronggebied en bovenloop van de Beilerstroom op de westflank van de Hondsrug. Kenmerkend is het typische beek- en esdorpenlandschap tussen Grolloo en Schoonloo op voormalige heidegronden. De oppervlakte van het gebied is 355 ha.
Elperstroomgebied is op 23 december 2009 definitief aangewezen als Natura 2000-gebied.